# 上村春樹
上村 春樹（うえむら はるき、1951年2月14日 - ）は、日本の柔道家（講道館9段）。
1976年モントリオールオリンピックの柔道無差別級金メダリスト。引退後は全日本柔道連盟会長（2009年4月 - 2013年8月）、国際柔道連盟指名理事（2007年9月 - 2013年8月、2015年8月 - ）、第5代講道館館長（2009年4月 - ）等を歴任している。 

## 来歴

### 高校まで
熊本県下益城郡小川町（現・宇城市）出身。生来の肥満体を案じた両親に勧められ小学校5年生の時に柔道を始めた。6年生で出場した地域の小学生大会で優勝を果たしたが、上村は「周りの子が体重40kg前後なのに対し自分だけ70kgだったから優勝して当たり前」「翌日に学校の朝礼で表彰された時は嬉しいを通り越して恥ずかしかった」と述懐している。柔道を始めてからも運動神経の鈍さは変わらず、町立益南中学校時代は100mを20秒で走り懸垂や逆上がりは一度も出来ず、柔道は背負投を得意にしていたものの県大会にすら出場できなかった。
県立八代東高に入学すると、後に上村自身が“世界を目指せたきっかけの1つ”と語る、土谷新次師範（のち講道館8段）と出会う。グラウンド10周と打ち込み500回を日課にして基礎体力を作り上げ、入学時に100kgあった体重を76kgまで絞った事に加え、「内股なら日本の誰よりもうまく教える事ができる」と語る土谷を信じてその技を吸収した。なお、土谷は目が不自由であったため“音で知る技の良し悪し”を上村らに伝授し、実際に土谷の足技は抜群であったと上村は語っている。結局、3年間インターハイへの出場は叶わなかったが、個人戦県大会3位の実績が買われて1968年福井県親切国体の熊本県高校代表に選抜されると、5試合を全て違う技で一本勝ちしてチームの団体優勝に貢献した。
試合後、大会視察に来ていた明治大学柔道部監督の神永昭夫から、同大学を受けるよう勧誘された。

### 明治大学時代
自信満々で入学した明治大学だったが、その自信は練習初日に木端微塵に打ち砕かれた。容赦なく畳に叩きつけられた衝撃を上村は「初めて自分より強い人たちとばかり練習した」「とんでもない所へ入ったと思った」と述べている。
さらに入学2週間後、初試合となった東京学生体重別選手権では同期の川口孝夫らが優勝する中、上村は初戦で青山学院大学の選手に絞め落とされ敗れてしまう。大きな挫折と敗北感から、会場の隅で柔道を諦め熊本へ帰る決断をしていた上村は、神永から「人並みにやったなら人並みにしかならない、素質の無いものは2倍,3倍やらないとチャンピオンになれない」と活を入れられ、帰郷を思い留まる。
以降は他人より1日に20分長く練習する事とし、先輩相手にも妥協をしない稽古ゆえにスタミナが付き、“ザ・ガードマン”とあだ名されるほど受けが強くなった。また、高校時代より得意にした内股に固執していた上村だったが、神永の「世界に出たいなら、内股以外の技も覚えなさい」とのアドバイスに従い、神永の現役時代の得意技であった体落と大内刈の習得に取り組んだ。これは、高校時代の恩師・土谷の「上達への近道は身近な先生の技を盗む事」の言を実践してのものだった。神永の指導の下で頭角を現した上村は大学4年次にはレギュラー・ポイントゲッターとなり、4月には柔道家にとっての檜舞台である全日本選手権に東京代表で初出場したほか、同年11月の全日本学生選手権や世界学生選手権で優勝した。

### 全日本選手権と世界選手権
1973年3月に大学を卒業すると、世界を目指すには東京か大阪にいるのが常識だったこの時代に、周囲の反対を押し切って宮崎県延岡市の旭化成柔道部に入部。入社早々の4月29日に出場した2度目の全日本選手権で優勝し日本一の柔道家となった。上村本人は「抽選の悪戯によるマグレ」とコメントしているが、大阪府警柔道師範（当時）の広瀬巌は大会論評で「柔軟な腰と堂々たる体躯で姿勢正しく、対戦中は退かず、常に前に出る度胸を持った本格の柔道家」と上村を称賛している。
同年10月の世界選手権無差別に出場して決勝まで進むも、二宮和弘との日本人対決で敗れ準優勝に終わる。
翌1974年は4月の全日本選手権で、永くライバルと呼ばれる遠藤純男（警視庁）に敗れてベスト8止まり。この際に“やはり延岡では無理”“上村は終わった”と表現されたのが悔しくて、それまでの前か後ろに投げる技だけでなく、横へ崩す技・横へ投げる技を鍛え上げる。
また、延岡という地では練習相手になる選手が極端に少ない中、同じ境遇の鹿児島に拠点を置きながら終戦直後に全日本選手権を3度制した吉松義彦にあやかって、膝付き一本負け稽古（自分が技を掛ける時や相手の技を受ける時に、上村の膝が畳に付いただけでも上村の一本負けとなる）を採り入れ、加えて、自分が技を掛ける時は出す技を予告するなど、かなり独特の練習を行った。
1975年の全日本選手権では初戦から3回戦まで僅差の判定で辛勝し、準決勝戦では日の出の勢いで勝ち進む同郷・熊本出身の高校生山下泰裕から大内刈で有効を取り優勢勝ちを収めた。2年前と同じ高木長之助との顔合わせとなった決勝戦では、両者ポイント無しながら、習得した横捨身技の浮技で試合を終始優勢に進めた上村の判定勝となり自身2度目の優勝。
同年10月の世界選手権に無差別で出場した上村は、準決勝戦でショータ・チョチョシビリ（当時ソ連代表）と当たった。上村は体ごと放り投げられ、頭を打って気絶したが、上村の体重が軽すぎた（当時約100kg）ため、勢い余ったチョチョシビリも頭を打ち気絶してしまった。上村の体が運よくがチョチョシビリの体の上に落ちたため、そのまま押さえ込みとなり、一本勝ちした。続く決勝戦では前回大会で敗れた二宮和弘を判定で破り、世界選手権での初優勝を遂げた。

### モントリオールオリンピック
1975年に2度目の全日本優勝を飾った上村であったが、準決勝戦で当たった山下泰裕の才能に脅威を感じ、その後1年間、山下対策として捨て身の小内刈（いわゆる小内捲込）を練習した。翌1976年の全日本選手権では遠藤に敗れ優勝こそならなかったものの、準決勝戦で東海大学1年生となった山下泰裕に小内捲込で優勢勝ちし、モントリオールオリンピックの代表権を獲得した。
オリンピックでは、初戦で自分より身長が約40cm高い選手を大内刈で破ると、準決勝戦で前述のチョチョシビリの技を巧みに封じて技を掛け続け優勢勝ちし、決勝戦もイギリス代表のキース・レムフリーに師匠神永直伝の大内刈からの抑え込みで一本勝ちして、金メダルを獲得。柔道がオリンピックで正式種目になって以来、日本に無差別級金メダルがもたらされるのは初めての事であった。
なお、明治大学入学からオリンピック無差別級優勝までの経緯は、学生時代の師匠であり1964年東京オリンピック柔道無差別級銀メダリストの神永昭夫と上村との“師弟の絆”と題され、NHKのドキュメンタリー番組『プロジェクトX～挑戦者たち～』でも紹介されている。

### 引退とその後

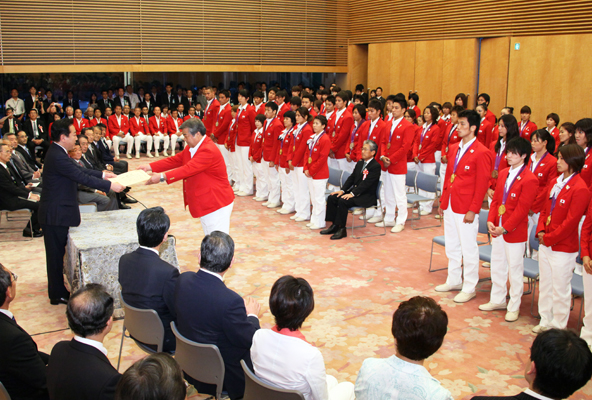
2012年8月20日、内閣総理大臣野田佳彦より感謝状を授与される上村

柔道界にあっては山下泰裕の壁になっていた四強時代（上村、遠藤、高木、二宮）の1人として、身長174cm・体重103kgと重量級では小柄の方であったが、センス抜群で相手の得意技を包み込んでしまうような不思議な強さを有していた。
しかし、25歳でグランドスラム（オリンピック・世界選手権・全日本選手権の3大会で優勝）を達成した上村は、1978年の第1回嘉納治五郎杯の決勝で山下の大内刈に敗れ武道館の天井を見上げた時、自身の勝負への執着心がなくなった事を実感し、引退を決意。
引退後は旭化成の柔道部師範として後進の指導に当たる傍ら、1988年ソウルオリンピックや1992年バルセロナオリンピック等で全日本チームの監督を務め、後にはNHKの全日本選手権大会中継の解説者として永く活躍した。
2007年9月の国際柔道連盟（IJF）総会においてマリアス・ビゼール会長の指名で国際柔道連盟理事に就任。
2009年2月19日に全日本柔道連盟会長、講道館館長である嘉納行光が高齢などを理由に3月末をもって勇退する意向を表明した事により、同年4月より第5代講道館館長に就任した。
また館長就任に先立って3月19日には全柔連副会長の藤田弘明と共に9段位を允許されており、急逝に伴う没後追贈を除けば9段昇段は講道館創立周年祭や嘉納治五郎師範没後周年祭にて昇段が発表される事が通例とされている中で、そのいずれにも該当しない2人の昇段は異例であった。
柔道界の重鎮としてその普及・振興に尽力した上村だったが、2013年1月に女子柔道強化選手への暴力問題を受けてJOC強化本部長を辞し、また同年3月に全柔連の助成金不正受給問題（後述）が発覚すると、8月にはその責任を取る形で同会会長も辞任した。
現在は国際柔道連盟指名理事ならびに講道館長という肩書で、柔道界の運営に携わっている。
2019年12月、東京オリンピック・パラリンピック選手村村長代行に就任することが決まる。

## 全柔連不祥事問題への対応
2013年3月、全日本柔道連盟が日本スポーツ振興センターからの助成金を不正受給していた問題が発覚した。現場の指導者や選手からも不正の実態を裏付ける証言が相次ぎ、全柔連会長である上村の責任が問われた。上村はメディアからの取材に対し、「（不正受給した理事を）推薦した私の責任はある」と、責任の一端を認める発言をしたが、不正受給そのものが組織的に行われていた疑いが指摘された事から、外部機関の導入などによる事実究明を求める声があがった。
4月26日には助成金の不正受給及び流用疑惑を調査していた第三者委員会が中間報告を行い、日本スポーツ振興センターから指導者に支給されていた助成金の一部を強化留保金として飲食費などに使用していた件に関して、全柔連事務局から受給者に拠出金の請求メールや、支払いが遅れた場合には督促のメールがなされていた事、事務局の金庫に留保金の預金通帳が保管されていた事などから全柔連による組織的関与があったと認定した。留保金は「社会通念に照らして不適切」、全柔連は組織として「公金である助成金に対する順法精神を欠いていた」とも指摘した。留保金は強化委員長時代の上村とその後を継いだ吉村和郎に管理権限があり、残高は約2350万円にも上ったが、帳簿類や領収書の管理が杜撰であったために実態を把握するのは容易ではないという。加えて、このような実態を放置していた日本スポーツ振興センターとIOCによる制度運営の不備も指摘した。
これを受けて上村は、具体的な時期こそは明らかにしなかったものの、近いうちに全柔連会長を辞任する考えがある事を示唆した。
しかし、全日本柔道連盟の臨時理事会が行われた6月11日には、「今、一番の問題は組織の改革改善で、きちんと改革をやっていく事が使命」と話し、当面は従来通り会長を続投する考えを明らかにした。
6月21日には第三者委員会が最終報告書を公表して、2007年から指導者27名が3620万円の助成金の不正受給に関わっていた事を明らかにした。これに目的外使用の留保金3345万円も含めると計6055万円にも上る事になった。この問題に全面的に関わっていた当時の強化委員長だった吉村和郎が「最も重い責任を負う」人物と認定されるとともに、強化委員長時代からこのシステムに関与しながら是正する姿勢を示さなかった上村の責任も言及されるに至った。
6月24日の全柔連臨時理事会後の記者会見で改革、改善プロジェクトの目途が立った時点で自らを含めた執行部全員が全員辞職する考えがある事を明らかにした。辞任次期としては「4、5カ月後」で、それまでは当面続投する事になった。「組織の管理者として私の責任を感じ、（辞任を）きょうの朝に決断した。改革を軌道に乗せる事が必要で、次の体制に繋げるための準備にある程度時間がかかる。10月の理事会は大きな目途になる。これからも柔道に携わっていきたい」とも語った。全柔連会長の座は辞するとしても引き続き理事には残る可能性があるという。また、講道館は別の組織でり、その館長職は今後も継続する事になった。
7月2日に上村と前強化委員長の吉村和郎は、当時衆議院議員の本村賢太郎らによって、強化助成金の不正受給及び強化留保金の不正使用で「日本スポーツ振興センターと国に損害を与えた」として、東京地検に背任罪で告発された。本村は「柔道界のイメージは最悪。根源は上村会長と吉村前強化委員長にある。柔道界だけで処理せず、法の裁きを受けてほしい。」と訴えた。一方、告発された上村は「（告発状が受理された場合）身の潔白を証明したい」と述べた。
7月23日には内閣府の公益認定等委員会が、不祥事が続出した全柔連会長の上村春樹を呼び出して、8月末までに組織の改善措置を講じて、執行部や理事会の「責任の所在を明らかにし、体制を再構築する事を求めた、上村ら執行部に対する事実上の辞任勧告とも受け取れる首相の安倍晋三名義による勧告書を手渡した。これに対し上村は「不名誉で、私の責任。心からお詫び申し上げます」と述べたものの、「今すぐにはできない」「柔道を守るため、どっちが正しいか見てもらう。ダメだったら仕方ない」と、当初の予定通りあくまでも改革を推し進めた上で10月を目途に辞任する方針である意向を明らかにした。しかし、25日には8月末までの辞任を示唆すると、26日には全柔連理事で広報委員長の宇野博昌が、「内閣府の勧告を受け、今さら（辞任が）10月目途という話もないし辞めるなら理事も辞める。それが会長の真意です」と述べて、臨時評議員会が開かれる30日に上村が全柔連会長及び理事を辞職する意向である事を明らかにした。
7月30日には臨時理事会において、8月中に全柔連会長及び理事から退く事を表明した。理事会後の臨時評議員会では、即時解任案が協議されて、解任動議にかけられたものの否決された。なお、IJF指名理事も併せて退任するが、講道館館長は続ける事になった。
8月14日には臨時理事会が開催されて、会長の上村春樹を含む理事23名(6月に新しく就任した6名を除く)と監事3名の計26名が、一連の不祥事の責任を取って21日付けで辞任届けを提出する事になった。理事会後の記者会見で上村は、「一生懸命に改革、改善に取り組んだつもりだが、残念ながらスピード感がなかったのが一番の問題。私の判断も少し甘かった」「日本の柔道界は世界から尊敬され認められる所であってほしい」と語った。
8月21日には全柔連会長を正式に辞職した。その後の記者会見では一連の不祥事に関して謝罪しつつも、自身の業績を列挙して、「まだまだ未熟だが、自分なりにいい仕事ができたと思う。違った角度から柔道を支えたい」と話した。なお、新会長には当時新日鉄住金会長兼最高経営責任者の宗岡正二が就任する事になった。
2013年8月の国際柔道連盟（IJF）総会において国際柔道連盟理事からも正式に退任し、IJFに日本人理事は不在となった。
2014年10月には全柔連から現会長の宗岡正二と理事会の諮問に応じる顧問の就任を要請される事になった。なお、任期は8年で無報酬の名誉職となる。一部の理事からは就任への反対意見も出されたが、会長の宗岡の見解によれば、明確な処分が行われていなければ就任を妨げるものではないという。
2014年12月3日に東京地検特捜部は、上村が元強化委員長の吉村和郎とともに詐欺容疑で告発されていた一件に関して、嫌疑不十分のため不起訴にすると発表した。両者は助成金の不正受給やその一部を上納させていた問題により告発されていたが、助成金を詐取する意図があったとまでは言えないと特捜部に判断された。
2015年3月4日に全柔連は常務理事会を開き、一連の不祥事により辞任した前会長の上村春樹、前副会長の藤田弘明、佐藤宣践、前専務理事の小野沢弘史の旧執行部を含む8名が、会長や理事会からの諮問に応じる名誉職の顧問に就任した事を発表した。すでに前年10月には要請が出されており、上村のみ態度を保留していたものの年明けの1月になって受託した。任期は2022年3月までとなる。これで顧問は28名となった。
8月21日にIJFは世界選手権が開催されるカザフスタンのアスタナで総会を開き、全柔連副会長の山下泰裕とともに上村をIJF会長であるマリウス・ビゼールが指名する議決権を伴わない理事に登用する事を決定した。任期は2年となる。両者を指名理事に加えたビゼールは、「柔道界のレジェンドだ。柔道の発展のため、日本の存在は重要。20年東京五輪で柔道の団体戦が新種目として採用されるチャンスがある。（国際オリンピック委員会などへの）ロビー活動において全柔連と講道館の力は不可欠だ」とコメントした。両者は理事会において教育や普及の分野を担当する事になるという。上村は指名理事を辞任した2013年以来の理事復帰となった。2013年に日本からの理事が不在となった事で、日本の発言権や情報収集力など国際柔道界での影響力の低下を招いていた所だった。理事復帰に関して上村は、「柔道の本来あるべき姿を発信し、世界に正しい柔道を普及させていきたい」と語った。
さらに2人は、IJFの殿堂入りを果たす事になった。

## 指導経歴
- 全日本柔道男子強化ヘッドコーチ
- 男子強化部長
- 強化委員長
- 全日本柔道連盟専務理事（ - 2009年3月31日）

## 戦績
（無差別以外は全て重量級ないしは95kg超級での成績）
- 1970年 -　全日本学生　無差別　2位
- 1971年 -　学生優勝大会　優勝
- 1971年 - 国際学生柔道選手権大会　優勝
- 1972年 - 学生優勝大会　優勝
- 1972年 - 世界学生　個人戦　優勝　団体戦　優勝
- 1972年 -　全日本学生　無差別　優勝
- 1973年 -　全日本柔道選手権大会　優勝
- 1973年 -　世界選手権　無差別　2位
- 1974年 - ソ連国際　優勝
- 1974年 -　選抜体重別　3位
- 1974年 -　プレ世界選手権　優勝
- 1975年 -　全日本柔道選手権大会　優勝
- 1975年 -　選抜体重別　優勝
- 1975年 -　世界選手権　無差別　優勝
- 1976年 -　全日本柔道選手権大会　3位
- 1976年 -　選抜体重別　3位
- 1976年 -　モントリオールオリンピック 無差別　優勝
- 1978年 -　選抜体重別　2位
- 1978年 -　嘉納杯　2位
- 1979年 -　全日本柔道選手権大会　3位
- 1979年 -　選抜体重別　3位
- 1980年 -　環太平洋柔道選手権大会　優勝